# Dietmar Wedenig
Dietmar Wedenig (* 24. November 1944 in Sillebrücke) ist ein ehemaliger österreichischer Politiker (SPÖ) und Volksschuldirektor. Er war von 1990 bis 1994 Mitglied des Bundesrates und von 1994 bis 1997 Abgeordneter zum Kärntner Landtag.

## Ausbildung und Beruf
Wedenig besuchte nach der Volksschule eine Hauptschule und absolvierte in der Folge die  Bundeslehrerbildungsanstalt in Klagenfurt, wo er 1965 auch die Matura ablegte. Er leistete 1966 den Präsenzdienst ab und legte 1968 die Lehrbefähigungsprüfung für Volksschulen ab. Bereits 1965 war er in den Kärntner Schuldienst eingetreten und war als Lehrer an den Volksschulen in Pischeldorf, Timenitz, Poggersdorf und St. Thomas tätig. 1977 wurde er zum provisorischen Schulleiter bestellt, 1979 zum Volksschuldirektor ernannt. 1996 wurde Wedenig der Titel Oberschulrat verliehen. 

## Politik und Funktionen
Wedenig begann seine politische Karriere als Mitglied des Gemeinderates der Gemeinde St. Thomas, wobei er diesem zwischen 1970 und 1973 angehörte. Nach der Eingemeindung von St. Thomas nach Magdalensberg fungierte Wedenig von 1973 bis 1979 als Vizebürgermeister der Gemeinde Magdalensberg, danach wirkte er als Mitglied des Gemeinderates der Gemeinde Magdalensberg weiter. Er vertrat die SPÖ-Kärnten zwischen dem 7. Juni 1990 und dem 18. April 1994 im österreichischen Bundesrat und war vom 1. Jänner 1992 bis zum 30. Juni 1992 Präsident des Bundesrates. Nach seinem Ausscheiden aus dem Bundesrat war er von 1994 bis 1997 Abgeordneter zum Kärntner Landtag. Innerparteilich wirkte Wedenig ab 1990 als Bezirksparteivorsitzender der SPÖ Klagenfurt-Land, des Weiteren engagierte er sich als Bezirksvorsitzender des Sozialistischen Lehrervereins Österreichs im Bezirk Klagenfurt-Land und war Mitglied der Bundesleitung und des Bundesvorstandes des Sozialistischen Lehrervereins Österreichs. Zudem war er Fraktionssprecher des Bezirksschulrates Klagenfurt-Land und Obmann des Dienststellenausschusses für allgemeinbildende Pflichtschulen bei der Bezirkshauptmannschaft Klagenfurt-Land. Wedenig engagierte sich des Weiteren in der Gewerkschaft und fungierte als Mitglied der Landessektionsleitung Kärnten der Pflichtschullehrer in der Gewerkschaft öffentlicher Dienst (GÖD), wobei er auch Mitglied des erweiterten Landesvorstandes der GÖD Kärnten war.